# Rhynchospora sublanata
Rhynchospora sublanata är en halvgräsart som beskrevs av Jan Christiaan Lindeman och Donsel. Rhynchospora sublanata ingår i släktet småag, och familjen halvgräs. Inga underarter finns listade i Catalogue of Life.